# Ernie Adams
Ernest Robert «Ernie» Adams (nacido el 17 de enero de 1948) es un exfutbolista inglés que jugó como portero en la Football League para el Colchester United, Crewe Alexandra y Darlington.
Adams estuvo vinculado a las categorías inferiores del Arsenal, donde formó parte del equipo ganador de la Copa FA Juvenil de 1966, aunque no jugó ningún partido.

## Carrera
Nacido en Hackney, Londres, Ernie Adams comenzó su carrera en 1964 en el Arsenal inglés, donde se desempeñó como aprendiz; en enero de 1965, firmó un contrato como profesional. Con el club, terminó subcampeón de la Copa FA Juvenil en ese mismo año y ganó la competición en 1966.
A pesar de haber jugado varios partidos para la academia juvenil y de reservas, Admans no pudo consolidarse en el primer equipo y fue sustituido a finales de la temporada 1966-1967.
Adams formó parte del Colchester United en la temporada 1967, haciendo su debut como profesional el 19 de agosto, el día de la inauguración de la temporada. Para ese entonces, el equipo empató 0:0 con el Oldham Athletic en el estadio Layer Road. Adams perdió solo dos partidos de liga durante su primera temporada, pero el equipo finalmente descendió a la Football League Fourth Division a pesar de una extensa y aguerrida temporada en la FA Cup. Ante esto, el entrenador del equipo, Dick Graham, inició una renovación de jugadores y Ernie Adams fue uno de los que tuvo que abandonar el plantel.
Hizo su última aparición para el Colchester el 4 de septiembre de 1968 en una derrota 1:0 en League Cup ante Workington.  Disputó 48 partidos de liga para el club.
Crewe Alexandra contrató a Adams después de su salida del Colchester e hizo 112 partidos de liga entre 1969 y 1972, aunque no tuvo un buen desempeño, ya que concedió 130 goles en dos temporadas. Posteriormente se unió a Darlington para la temporada de 1972 a 1973, donde hizo 25 apariciones en la liga. Después de esto, Adams tuvo un paso fugaz en la no-liga, en el Crook Town.

## Trayectoria
| Temporada | Equipo            | Apariciones | Goles |
| --------- | ----------------- | ----------- | ----- |
| 1965-1967 | Arsenal           | 0           | 0     |
| 1967–1969 | Colchester United | 48          | 0     |
| 1969–1972 | Crewe Alexandra   | 112         | 0     |
| 1972–1973 | Darlington        | 25          | 0     |

## Honores

### Arsenal
- 1965: subcampeón de la Copa FA Juvenil[4]
- 1966: campeón de la Copa FA Juvenil.[4]